# Вікіпедія мовою палі
Вікіпедія мовою палі — розділ Вікіпедії мовою палі. Створена у 2004 році. Вікіпедія мовою палі станом на 26 березня 2025 року містить 2559 статей, 7931 зареєстрованого користувача, 12 активних дописувачів, 1 адміністратора
. Загальна кількість сторінок у Вікіпедії мовою палі — 4677, редагувань — 102 562, завантажених файлів — 1
. Глибина (рівень розвитку мовного розділу) Вікіпедії мовою палі мала і становить 15 пунктів
. 

## Історія
- Червень 2007 — створена 2 000-на стаття[3].